# L'Anarchisme
Pour l’article homonyme, voir Anarchisme.
L’Anarchisme est un essai de Henri Arvon publié, pour sa première édition en 1951, dans la collection « Que sais-je ? » des Presses universitaires de France à Paris.

## Argument
Bref résumé de l'anarchisme, l'ouvrage traite surtout des origines à la Première Guerre mondiale.
Composé de quatre parties l'essai présente également une courte bibliographie :
- 1re partie : Les origines de l'anarchisme, ses fondements historiques et philosophiques ;
- 2e partie : Les théoriciens de l'anarchisme : William Godwin, Max Stirner, Pierre-Joseph Proudhon, Mikhaïl Bakounine, Léon Tolstoï ;
- 3e partie : Les conceptions générales de l'anarchisme : Anarchisme individualiste et Communisme libertaire, conceptions politiques, sociales, et morales ;
- 4e partie : Le mouvement anarchiste, l'Association internationale des travailleurs (Première Internationale), la propagande par le fait, le syndicalisme révolutionnaire et la Révolution espagnole.

Pour l'auteur (qui fut Professeur émérite à l'Université Paris-Nanterre) : « Il ne s'agit ni d'une apologie, ni d'une réfutation méthodique ».

### Éditions, rééditions et traductions

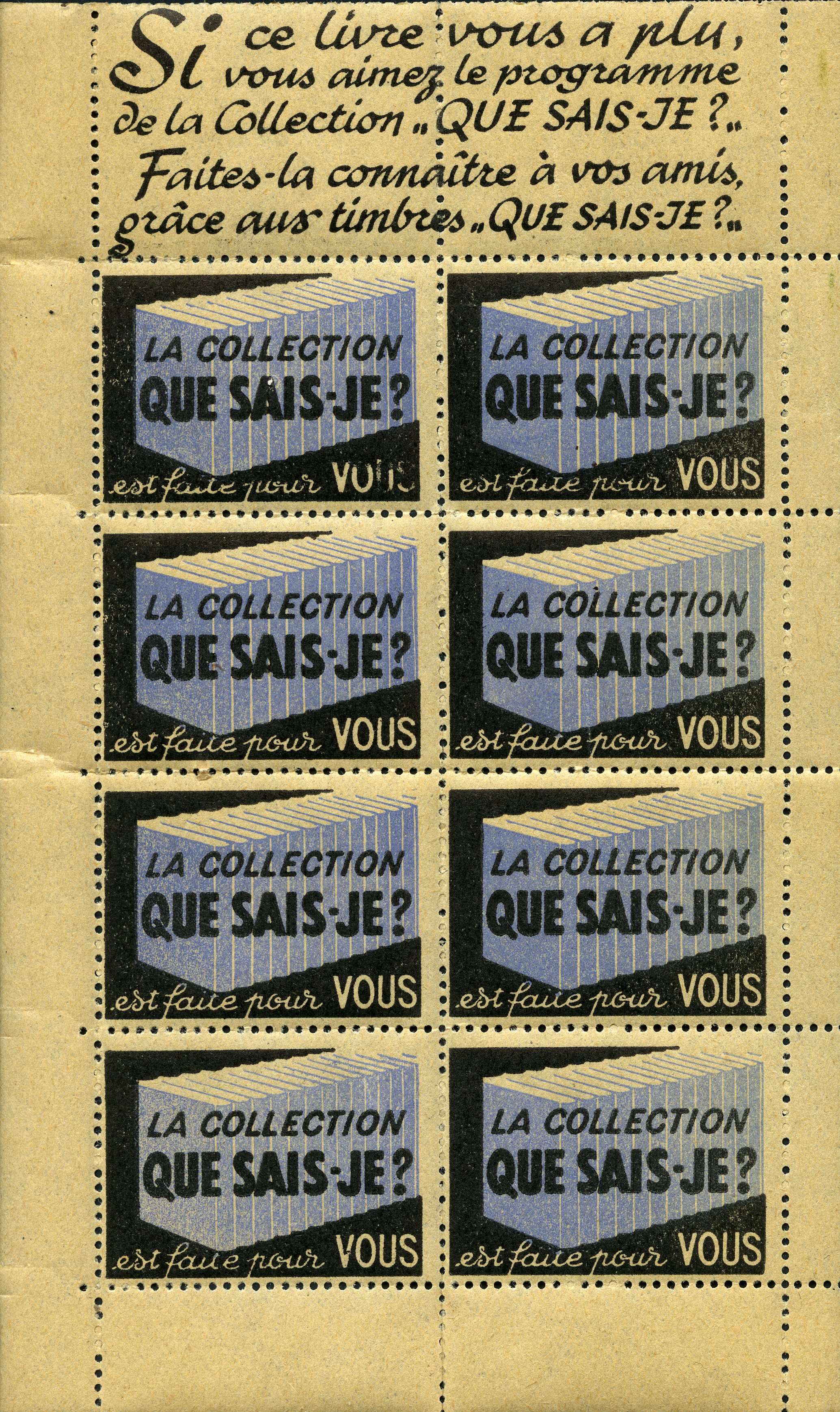
Timbres Que sais-je ?

L'ouvrage est édité, pour la première fois au début de l'année 1951, dans la collection encyclopédie de poche Que sais-je ? des Presses universitaires de France sous le numéro 479,.
Il sera réédité en français une douzaine de fois jusqu'en 1998,, et atteindra une diffusion de plusieurs dizaines de milliers d'exemplaires.
Il est par ailleurs traduit dans de nombreuses langues dont l'anglais, le turc, le japonais et le catalan,.

### L’anarchisme auXXesiècle
En 1979, le même auteur publie chez le même éditeur L’anarchisme au XXe siècle,,,

## Commentaires
Jean Maitron : « H. Arvon, L'Anarchisme, Paris, 1951, 128 pages, a été écrit par un universitaire pour la collection « Que sais-je ? ». […] après avoir étudié les origines de l'anarchisme et les conceptions des grands théoriciens : Godwin, Stirner, Proudhon, Bakounine, Tolstoï, il traite de l'idéologie individualiste et communiste chez les libertaires et n'aborde l'étude du mouvement qu'à la page 92, ne réservant ainsi qu'une trentaine de pages à l'étude de la Première Internationale, de la propagande par le fait et du syndicalisme révolutionnaire ».

## Citations
Pour Henri Arvon, « d'un point de vue exclusivement historique, l'anarchisme apparaît comme un épiphénomène du socialisme, ».